# Римський еклектизм
Ри́мський еклекти́зм — процес розповсюдження філософських знань у Стародавньому Римі характеризується могутніми процесами зближення філософських вчень та шкіл. 

## Опис
Процеси розповсюдження таких знань почалися ще у Греції приблизно в II ст. до н.е. Теоретичною підвалиною цього явища став скептицизм, який проголосив, що всі філософські школи мають рівне право на існування, тому що всі вони неправильні. 
Скептики на цей час були домінуючою течією у Академії, мали значний вплив на свідомість співвітчизників. Саме в умовах Риму, коли різні течії, які виникали історично в різний час, але прийшли одночасно як рівні між собою, почався процес зближення та взаємопроникнення різних напрямів філософії. Цьому сприяло те, що римляни самі не належали до родоначальників тієї чи іншої школи і мали змогу споглядати суперечності різних напрямів неначе збоку. Недаремно більшість тих, хто сповідував еклектицизм, були не філософами, а державними діячами, ораторами, діячами мистецтва.
Найвідомішим римським еклектиком був Марк Туллій Цицерон (106-43 pp. до н.е.), славетний оратор та політичний діяч, який здобув філософську освіту. В Греції він відвідував диспути провідних філософів різних напрямів. Пізніше Цицерон написав ряд філософських праць, в яких намагався зробити популярний навчальний посібник для римських громадян, котрі вивчали основи різних філософій. Йому належить заслуга створення філософської термінології латиною.
У питаннях пізнання та вченні про буття Цицерон був близький до скептицизму. Політичні погляди досить консервативні. Влада, за визначенням Цицерона, є надбанням шляхетних народів, шляхетної верхівки народу, а простому людові досить і видимості свободи. Ймовірно тому однією з головних цілей філософії він вважав утішання людини.
Значним представником еклектицизму був також Марк Теренцій Барон. Він був послідовником Антіоха з Аскалону, відомого грецького еклектика. У своїх філософських дослідженнях наближався до стоїцизму.
Імператор Марк Аврелій, спираючись на сенеківську школу моралізаторства, створив свою систему еклектичної філософії, яка опиралася на ставлення до життя, розроблене грецькими кініками. Його спосіб міркувань дуже нагадує проповідь, "одкровення пророка". У філософському вченні відчувається дуже сильна релігійна тенденція розвитку світогляду.

## Елейська школа філософії
Елеати, що з Елейської школи філософії представляли напрям, започаткований Парменідом з Елеї в 2-й пол. VI ст. до н. е. та 1-й пол. V ст. до н. е. 
Парменід вважається учнем Ксенофана, хоча натомість є причини вважати його близьким з пітагореїзмом. Основою твердження школи є впевненість щодо єдиного та однинного буття та істинного шляху пізнання. Вони розвинені Парменідом, обстоювались та розвивались у творчості Зеї юна та Мелісса.